# Browndell
Browndell é uma cidade localizada no estado norte-americano de Texas, no Condado de Jasper.

## Demografia
Segundo o censo norte-americano de 2000, a sua população era de 219 habitantes. 
Em 2006, foi estimada uma população de 221, um aumento de 2 (0.9%).

## Geografia
De acordo com o United States Census Bureau tem uma área de 
6,3 km², dos quais 6,3 km² cobertos por terra e 0,0 km² cobertos por água.

## Localidades na vizinhança
O diagrama seguinte representa as localidades num raio de 36 km ao redor de Browndell. 